# 15415 Rika
Rika (asteróide 15415) é um asteróide da cintura principal, a 1,6995866 UA. Possui uma excentricidade de 0,2279551 e um período orbital de 1 193 dias (3,27 anos).
Rika tem uma velocidade orbital média de 20,07439005 km/s e uma inclinação de 7,47704º.
Este asteróide foi descoberto em 4 de Fevereiro de 1998 por Akimasa Nakamura.